# Pan-Afrikaanse kleuren

Pan-Afrikaanse vlag (1920)

De Pan-Afrikaanse kleuren zijn rood, geel en groen. Deze kleuren zijn afkomstig uit de vlag van Ethiopië. Ethiopië diende namelijk in het tijdperk van dekolonisatie als inspiratiebron voor Afrikaanse koloniën die onafhankelijk wilden worden, omdat dit land, behoudens een korte periode onder Italiaanse bezetting, nooit een kolonie is geweest. Vele Afrikaanse landen hebben daarom de kleuren rood, geel en groen in hun vlag verwerkt. Ook de kleur zwart wordt soms gezien als Pan-Afrikaanse kleur, vooral in landen waar mensen van Afrikaanse oorsprong een groot gedeelte van de bevolking vormen.

## Vlaggen met de Pan-Afrikaanse kleuren

Vlag van Benin
Vlag van Burundi
Vlag van Burkina Faso
Vlag van de Centraal-Afrikaanse Republiek
Vlag van de Congo-Brazzaville
Vlag van Ethiopië
Vlag van Ghana
Vlag van Guinee
Vlag van Guinee-Bissau
Vlag van Kameroen
Vlag van Kenia
Vlag van Malawi
Vlag van Mali
Vlag van Mauritanië
Vlag van Mozambique
Vlag van Rwanda
Vlag van Sao Tomé en Principe
Vlag van Senegal
Vlag van Togo
Vlag van Tsjaad
Vlag van Zambia
Vlag van Zimbabwe
Vlag van Zuid-Afrika